# Blue Lightning
Blue Lightning ist das Debütalbum des Gitarristen Evan K, von dem Musik und Texte stammen. Es wurde im Juli 2016 veröffentlicht und enthält sechs instrumentalen Shred/Power-Metal-Stücken und drei Songs.
Im Album erscheinen Gäste der Power-Progressive-Metal-Szene wie Fabio Lione (Rhapsody of Fire, Angra, Vision Divine), Bob Katsionis (Firewind, Serious Black, Outloud), Markus Johansson (4ARM, Sylencer, THEM) und Jimmy Pitts (Marco Minnemann, Christian Münzner).
Die japanische Version hat drei zusätzliche Bonus-Tracks.

## Titelliste
1. "Rising" (Instrumental)
2. "Into the Light" (Instrumental)
3. "Skies of Shred" (Instrumental)
4. "Picking the Stars" (Instrumental)
5. "Orchestra of Withered Clouds" (Instrumental)
6. "Blue Lightning" (Instrumental)
7. "Edge of the Sky" (Gesang Fabio Lione)
8. "One Last Time" (Gesang Fabio Lione)
9. "Everything Is Coming Up Roses" (Black Cover / Gesang Markus Johansson)
10. "Far Beyond the Sun" (Yngwie Malmsteen Cover) *** Bonustrack – Japan Release
11. "Edge of the Sky" (Instrumental) *** Bonustrack – Japan Release

## Besetzung
Evan K: Gitarre; Fabio Lione – Gesang in "Edge of the Sky" & "One Last Time"; Bob Katsionis – Keyboards; Markus Johansson – Gesang in "Everything Is Coming Up Roses"; Jimmy Pitts – Keyboards in "Everything Is Coming Up Roses"; Jim C. – Bass; Danny Joe Hofmann – Drums